# Luppe (Fluss)
Die Luppe ist ein rechter Nebenfluss der Saale. Sie war bis zum Bau der Neuen Luppe in den 1930er Jahren der größte Nebenarm der Weißen Elster in deren anastomosierendem Unterlauf (oft als Binnendelta bezeichnet) und zweigte im Leipziger Gewässerknoten von dieser ab. Zusammen überschwemmten sie regelmäßig die Elster-Luppe-Aue, ein großes Auwaldgebiet zwischen Leipzig und Halle. Der Fluss wurde 1216 als „Luppa fluvio“ erstmals urkundlich erwähnt. 

## Abgrenzung

Die Elster-Luppe-Aue (1907) und die Neue Luppe (rot gestrichelte Linie)

Falschfarbenbild der Saale-Elster-Luppe-Aue von Leipzig bis Halle aus DGM1-Daten

Mit dem Bau der Neuen Luppe wurde die ehemalige Luppe zusammen mit ihren zahlreichen Nebenarmen in mehrere verbliebene Teilstücke aufgeteilt. Luppe bezeichnet heute noch den ehemaligen Unterlauf, das etwa 25 km lange Teilstück, das in die Saale mündet. Die anderen Teilstücke münden heute in die Neue Luppe (Kleine Luppe, Nahle oder Alte Luppe), sind abflusslose Altarme (Sixtholzluppe) oder verfüllt worden, wie der Abschnitt zwischen der Nahle im Bereich der Gustav-Esche-Straße und der Alten Luppe nahe dem Alfred-Kunze-Sportpark in Leutzsch, welcher aber noch heute die Grenze zwischen Leutzsch und Wahren bildet. Die Rote Luppe, die Heuwegluppe, die Namenlose Luppe, die Nördliche Alte Luppe und die Moorluppe sind nördlich der Alten Luppe gelegene, ehemalige Nebenarme derselben.
Die Rote Luppe zweigte östlich von Gundorf rechtsseitig von der Luppe ab und mündete nördlich von Gundorf in dieselbe. Kurz vor der Mündung der Roten Luppe zweigte ebenfalls rechtsseitig die Heuwegluppe von der Roten Luppe ab. Nach der Mündung der Roten Luppe zweigten weiterhin rechtsseitig erst die Namenlose Luppe und danach die Nördliche Alte Luppe von der Luppe ab. Die Heuwegluppe und die Namenlose Luppe vereinigten sich nördlich der heutigen Mündung der Alten Luppe mit der Nördlichen Alten Luppe, welche bei Maßlau wieder in die Luppe mündete.  Das rechtsseitig der Neuen Luppe gelegene, Sixtholzluppe genannte Teilstück ist die Verlängerung der Alten Luppe und heute ein Stillgewässer ohne Abfluss. Die Moorluppe hatte ihren Ursprung Zwischen Zweimen und Zöschen und mündete zwischen Lössen und Burgliebenau in den Markgraben, ebenfalls ein ehemaliger Nebenarm der Luppe.

## Heutiger Verlauf
Die Luppe zweigt nördlich von Kleinliebenau von der Neuen Luppe ab. Sie durchzieht einen Flutpolder bei Kleinliebenau, verläuft weiter durch Horburg-Maßlau und nimmt anschließend bei Dölkau linksseitig den Augraben auf. Im weiteren Verlauf passiert die Luppe Zweimen, Zöschen, Wegwitz und Wallendorf, wo ihr ebenfalls von links der Lützener Abzweig des Elsterfloßgrabens bis zu dessen Stilllegung zufloss. Anschließend fließt die Luppe durch Tragarth und Löpitz, wo sie auch wieder linksseitig den Bach aufnimmt. Nachdem sie kurz darauf an Lössen vorbeigeflossen ist, vereinigt sie sich mit der Alten Saale, deren Bett sie bis zu ihrer Mündung in die Saale bei Schkopau nutzt.

## Menschliche Eingriffe
In den Jahren 1936 bis 1938 wurden im Raum Leipzig Teilstücke der Luppe (Neue Luppe) und der Weißen Elster verlegt, begradigt und eingedeicht. Diese Maßnahme zum schnelleren Abführen der Hochwasser verhinderte die Überflutung großer Gebiete des Leipziger Auenwalds, förderte aber auch die fortschreitende Austrocknung der natürlichen Feuchtgebiete und führte damit zur Gefährdung der an den speziellen Lebensraum angepassten Flora und Fauna.

## Galerie

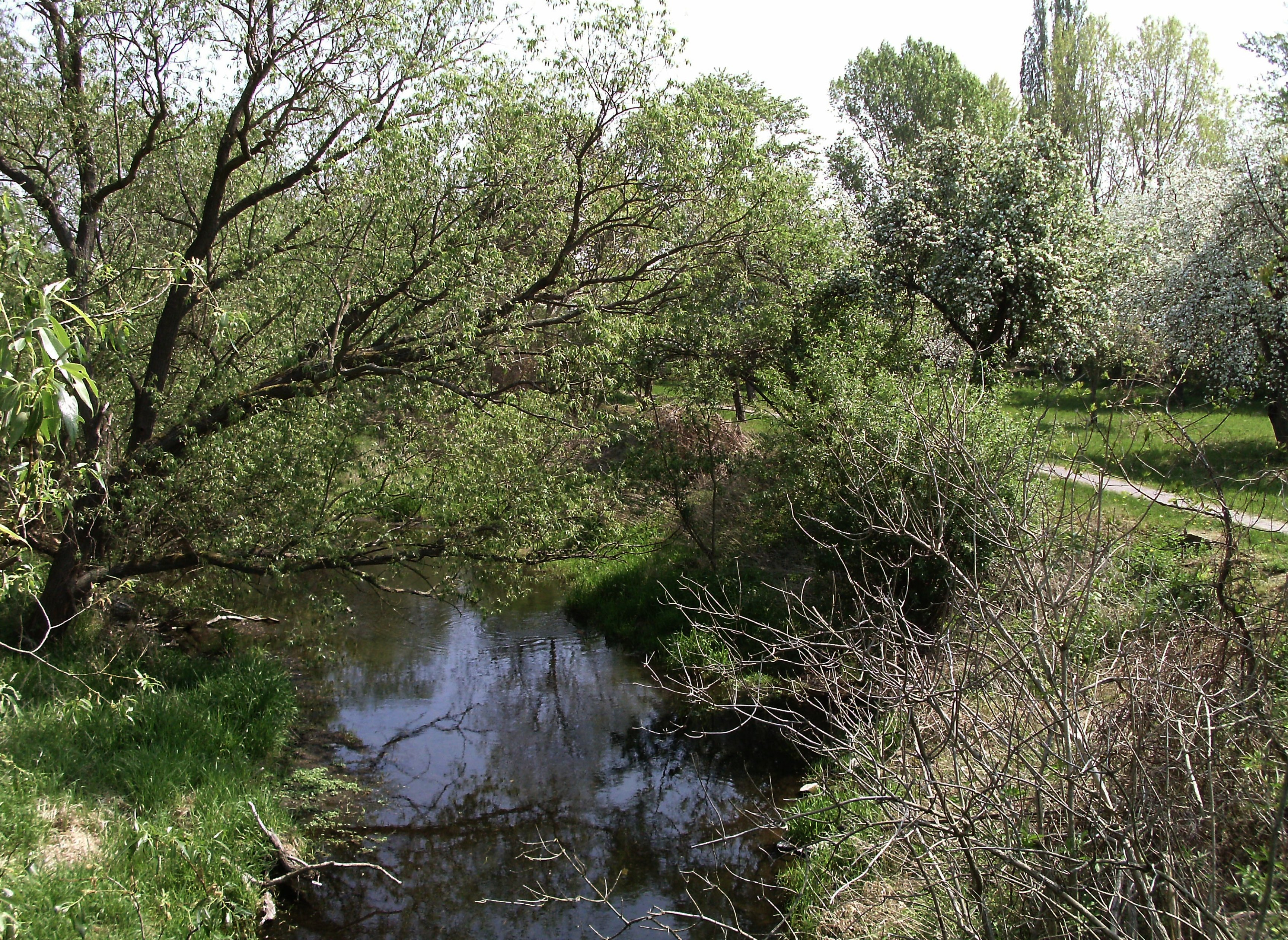
Luppe bei Wallendorf
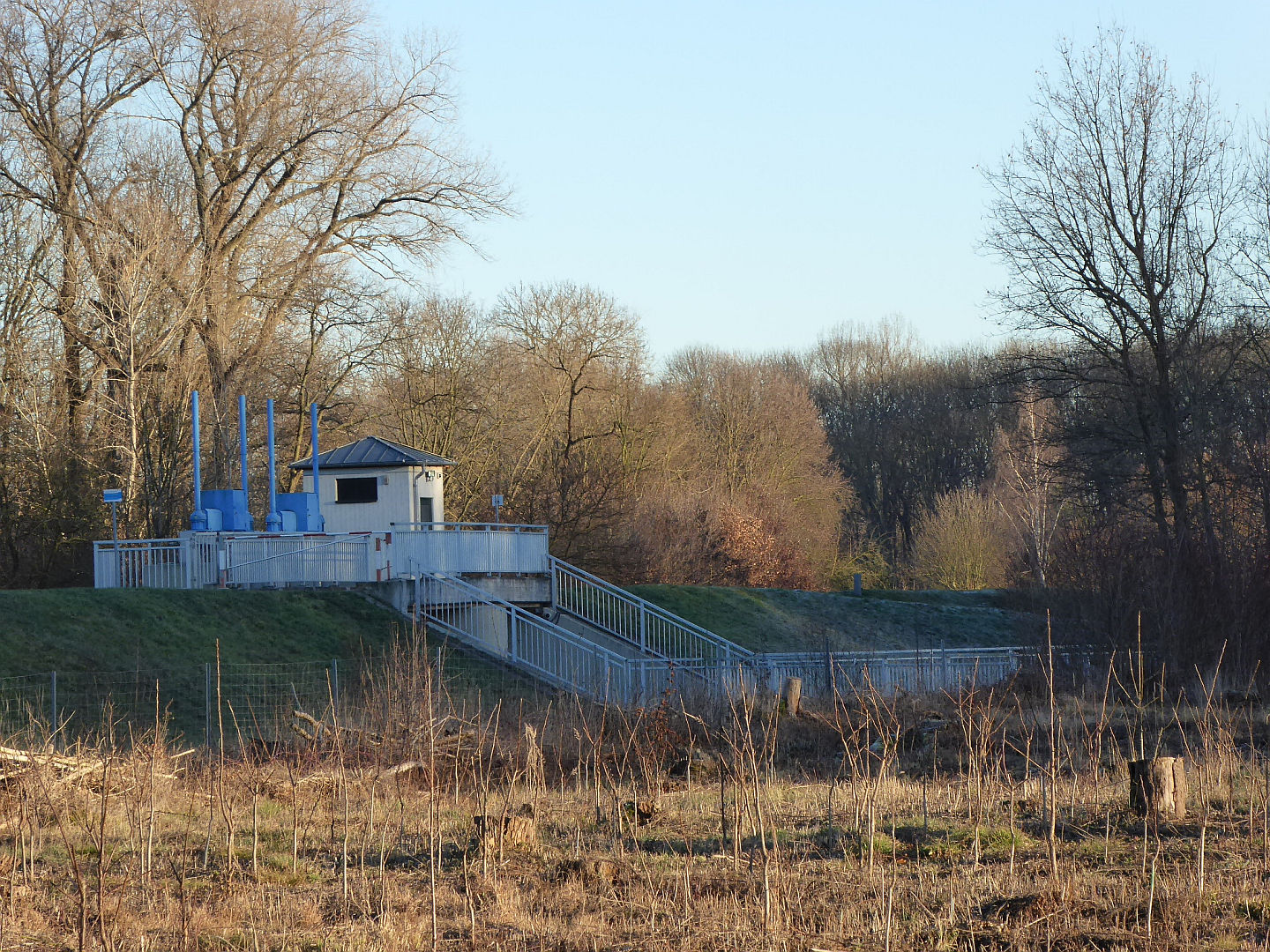
Luppewehr bei Kleinliebenau am Auslass des Flutpolders
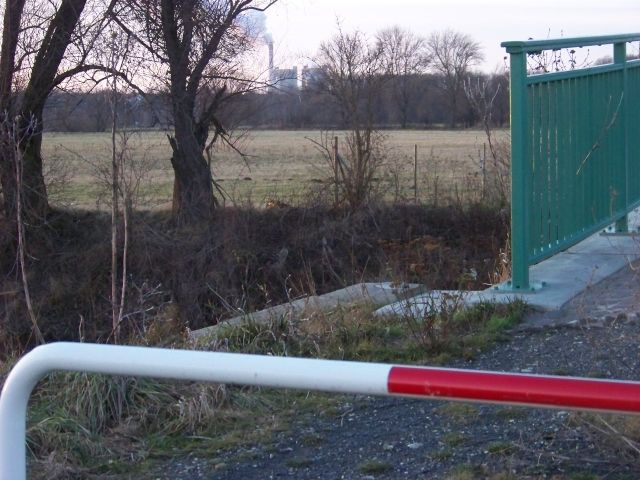
Die letzte Luppebrücke vor der Mündung, im Hintergrund das Kraftwerk Schkopau
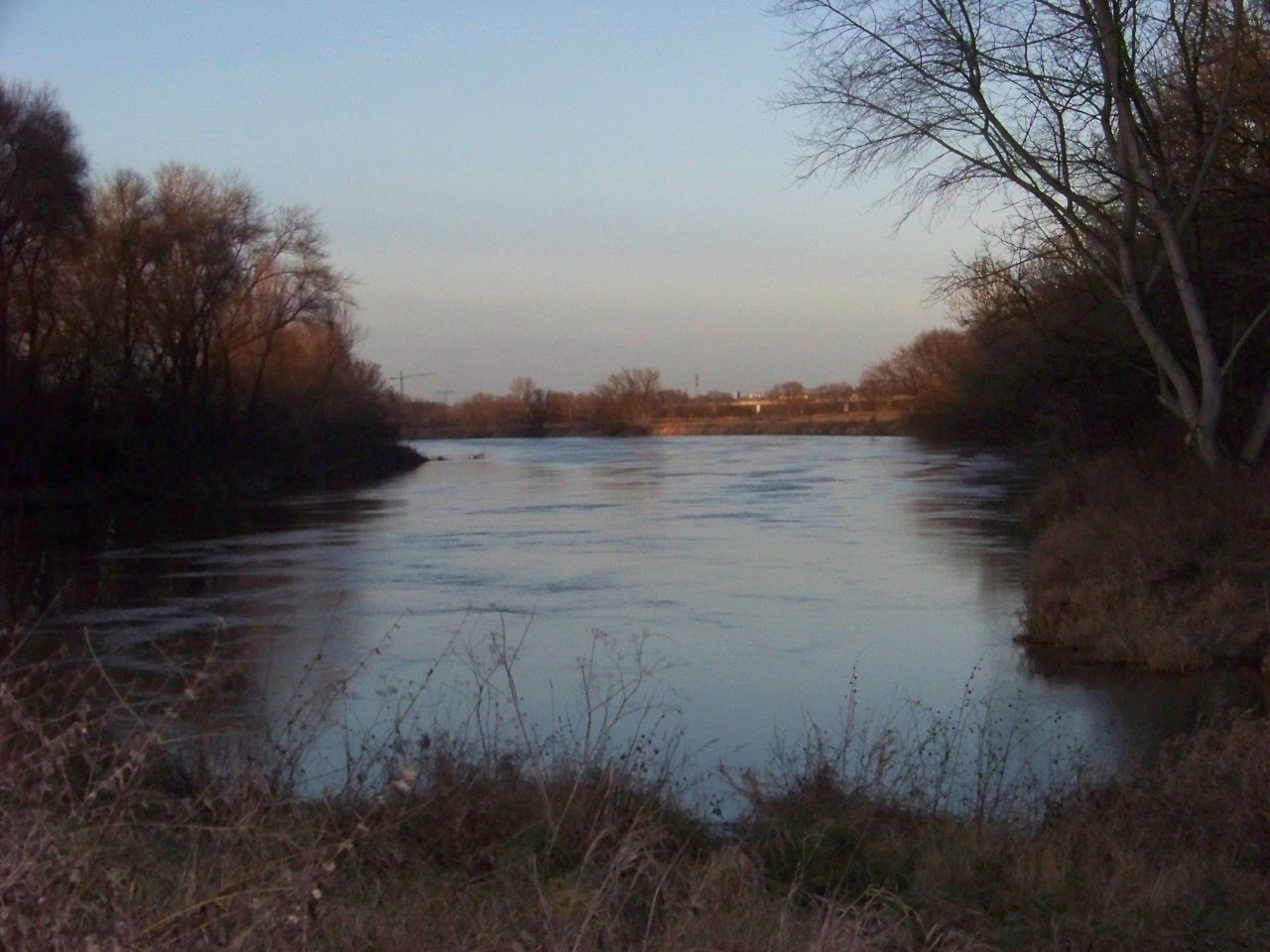
Mündung der Luppe, im Hintergrund die Saale-Elster-Talbrücke